# Kirche Hl. Prophet Elias (Ostojićevo)
Die Kirche Hl. Prophet Elias (serbisch: Храм Светог Пророка Илије, Hram Svetog Proroka Ilije) im zur  Opština Bijeljina gehörendem Dorf Ostojićevo ist eine serbisch-orthodoxe Kirche im nordöstlichen Bosnien und Herzegowina.
Das von 1998 bis 2002 erbaute Gotteshaus ist dem Hl. Propheten Elija geweiht. Es ist die Filialkirche der Pfarrei Batković II im Dekanat Bijeljina, der Eparchie Zvornik-Tuzla der Serbisch-Orthodoxen Kirche.

## Lage
Die Kirche steht im Dorfzentrum von Ostojićevo. Das Dorf zählt um die 480 Einwohner. Neben der Kirche steht die Grundschule des Dorfes und auch zwei Denkmäler befinden sich nah der Kirche. Eines ist den gefallenen jugoslawischen Partisanen und das zweite den gefallenen serbisch-nationalen Tschetniks aus dem Zweiten Weltkrieg gewidmet. 
Im Nachbardorf Batković steht die von 1984 bis 1988 erbaute Pfarrkirche der Pfarreien Batković I und Batković II, die Kirche Hl. Sava. Ebenfalls auf dem serbisch-orthodoxen Friedhof zu Batković steht eine weitere Filialkirche, die Kirche Hl. Markus.
Das Dorf liegt in flacher Ebene der Semberija nordöstlich der Gemeindehauptstadt Bijeljina, nicht weit der Grenze Bosniens und Herzegowinas zum östlichen Nachbarland Serbien entfernt. Durch Ostojićevo fließt der Fluss Bistrik. Die Gemeinde Bijeljina liegt in der Republika Srpska.
Umgeben wird die Kirche vom eingezäunten Kirchhof, der eine Fläche von 1500 m² besitzt, in dem sich das 2005 erbaute, 40 m² große Sveti-Sava-Haus (Svetosavski dom) befindet. Benannt ist das Haus nach dem serbischen Nationalheiligen, dem Hl. Sava von Serbien. Solche Häuser befinden sich neben vielen serbisch-orthodoxen Kirchen.
Die Slava des Dorfes ist die erste Woche nach dem St. Georgs-Feiertag (Đurđevdan). Ostojićevo besitzt einen Serbisch-orthodoxen Dorffriedhof.

## Geschichte
Die Pfarrei Batković II wurde auf Anordnung des damaligen Bischofs der Eparchie Zvornik-Tuzla, Vasilije, 1992 gegründet, die Kirch- bzw. Pfarreibücher werden ebenfalls seit 1992 geführt. Zu der Pfarrei Batković II gehört das Dorf Ostojićevo, und die Weiler Marići, Klis und Gajići, die zum Dorf Batković gehören.
Ktitoren (Stifter) der Kirche Hl. Prophet Elias sind Radivoje Marković (der den Platz zum Bau der Kirche zur Verfügung stellte), Milan Perić, Dušan Nikolić und Nikola Perić.
Mit dem Bau der Kirche Hl. Prophet Elias wurde 1998 begonnen. Die Kirchenfundamente wurden am 14. November 1998 vom damaligen Bischof der Eparchie Zvornik-Tuzla, Vasilije, geweiht.
Die Bauarbeiten am Kirchenbau und die Herrichtung des Kircheninneren wurden im Jahre 2002 beendet. Am 2. August 2008, der Slava (Patronatsfest) des Hl. Propheten Elias, wurde die Kirche von Bischof Vasilije feierlich eingeweiht.

## Architektur
Das einschiffige Kirchengebäude wurde im serbisch-byzantinischen Stil erbaut, mit einer Altar-Apsis im Osten, kleineren Seitenkonchen an der Nord- und Südfassade und einem Kirchturm mit einer Kirchenglocke und mitsamt Eingangsportal im Westen. Die Kirche ist aus Kleinziegeln errichtet worden, auch das Dach ist mit Ziegeln gedeckt. Das Gotteshaus besitzt die Dimensionen 15,9 × 9,5 m.
Die Fassade der Kirche ist schlicht in Weiß gehalten. Es gibt einige rote Verzierungen am Kirchturm. Der säulengestützte Haupteingang der Kirche befindet sich an der Westseite. Ein zweiter Nebeneingang befindet sich an der Südseite des Gotteshauses. 
Die Kirche ist derzeit nicht mit byzantinischen Fresken bemalt. Die Ikonostase aus Eichenholz wurde von Obrad Trišić aus der Gemeindehauptstadt Bijeljina geschnitzt. Die Ikonen wurden von Živorad Ilić aus der westserbischen Stadt Loznica gemalt.

## Priester der Pfarrei Batković II
Bis 1992 gehörte das Gebiet der heutigen Pfarrei zur Pfarrei Batković I. Erster Priester der eigenständigen Pfarrei Batković II war von 1992 bis 1995, während des Bosnienkriegs, Erzpriester Mihajlo Gačić. 
Von 1996 bis zur Pension 2012 folgte ihm als Pfarreipriester Erzpriester Milan Tanacković. Priester Tanacković setzte sich sehr für den Bau der Kirche Hl. Prophet Eilas ein. Von 2012 bis zum 31. Dezember 2013 betreute der damalige Priester der Pfarrei Batković I, Milijan Stankić, vorübergehend die Kirche. Seit dem 1. Januar 2014 ist Erzpriester Ljubomir Samardžić Priester der Pfarrei Batković II.